# Église du Sacré-Cœur de Gentilly
Pour les articles homonymes, voir église du Sacré-Cœur.
L'église du Sacré-Cœur est une église de Gentilly. C'est également celle de la Cité internationale universitaire de Paris. Située avenue Paul-Vaillant-Couturier, sa proximité du boulevard périphérique et de l'autoroute A6, et son haut clocher, en font un élément bien connu du paysage parisien. Ce site est desservi par la station Gentilly de la ligne B du RER.

## Une construction en marge (1933-1936)
Les fondateurs de la Cité internationale universitaire de Paris ayant souhaité un caractère international et laïque, aucun lieu de culte ne pouvait être construit sur le domaine réservé aux pavillons universitaires. Cette église catholique fut donc bâtie non loin de la cité, sur un terrain privé, grâce à la volonté de l'abbé Robert Picard de La Vacquerie (1893-1969), futur évêque d'Orléans (1951-1963). Ce dernier était alors chargé de l'aumônerie du foyer des étudiants catholiques étrangers. Il fit appel à l'industriel Pierre Lebaudy qui accepta d'en financer la construction ; sa veuve honora son vœu après sa mort survenue en 1929. 
Le plan fut dressé en 1931 par l'architecte Pierre Paquet (1875-1959), ancien architecte diocésain devenu architecte des monuments historiques, en collaboration avec son fils Jean-Pierre Paquet (1907-1975). Les travaux durèrent de 1933 à 1936, date de la consécration de l'édifice par l'archevêque de Paris, le cardinal Verdier, et sa dédicace au Sacré-Cœur de Jésus. 
Le mécène souhaitait élever un monument inspiré du style roman. C'est donc un style néo-roman lié à une construction de type néo-byzantin que l'on peut aujourd'hui admirer. 
Bâtie en béton armé, élément de construction typique de l'époque, et en plaques de calcaire de Saint-Maximin, l'église du Sacré-Cœur est dessinée sur un plan en croix latine à vaisseau unique à voûte en plein cintre. La couverture est en plomb. À la croisée du transept, un dôme la surplombe. 
Les commanditaires ont notamment su faire appel à de talentueux artistes pour l'orner d'un vaste ensemble décoratif dû au sculpteur Georges Saupique, au maître-verrier Jacques Grüber et au peintre Ángel Zárraga.

## Chapelle de la cité universitaire (1936-1968)
Cette église fut édifiée pour maintenir une activité spirituelle chez les étudiants de la Cité universitaire. Néanmoins, la construction du boulevard périphérique en 1960 la coupa de la cité universitaire, et les étudiants catholiques la délaissèrent à partir de 1968. Depuis 1979, elle est affectée à la communauté catholique portugaise.

## Dimensions principales et œuvres d'art
- Hauteur du dôme : 62 mètres.
- Hauteur du clocher : 62 mètres.

### Sculptures
Les œuvres sculptées sont dues au sculpteur Georges Saupique (1889-1961), en particulier :
- Christ en majesté entouré des docteurs de l'Église, tympan du portail nord, bas-relief, pierre, 1936.
- Anges monumentaux, clocher, quatre statues, ronde-bosse, bronze, 1936. Le sculpteur Emmanuel Guérin y a également participé.
- Les bienfaiteurs de l'Université de Paris, douze demi-reliefs, pierre, 1936.

### Peintures
Les peintures intérieures sont dues au peintre Ángel Zárraga (1886-1946), en particulier :
- Le baptême du Christ, peinture monumentale, ca 1936.
- La Résurrection du Christ, peinture monumentale, ca 1936.
- Chemin de Croix, 14 tableaux, ca 1938.

### Vitraux
Les 17 verrières abstraites sont dues à Jacques Grüber (1870-1936), maître verrier des années 1930, exécutées en 1935. (image)

### Mobilier
Une croix d'autel par Émile Guillaume, 1936.

## Protection
L'église fait l’objet d’une inscription au titre des monuments historiques depuis le 9 juin 2000.